# Stictogryllacris
Stictogryllacris is een geslacht van rechtvleugeligen uit de familie Gryllacrididae. De wetenschappelijke naam van dit geslacht is voor het eerst geldig gepubliceerd in 1937 door Karny.

## Soorten
Het geslacht Stictogryllacris omvat de volgende soorten:
- Stictogryllacris fuelleborni Griffini, 1908
- Stictogryllacris laetitia Kirby, 1906
- Stictogryllacris lyrata Kirby, 1899
- Stictogryllacris nana Brunner von Wattenwyl, 1888
- Stictogryllacris pallidus Chopard, 1954
- Stictogryllacris picteti Kirby, 1906
- Stictogryllacris punctata Brunner von Wattenwyl, 1888
- Stictogryllacris pygmaea Kirby, 1906
- Stictogryllacris quadripunctata Brunner von Wattenwyl, 1888